# Makov
Makov este o comună slovacă, aflată în districtul Čadca din regiunea Žilina, pe malul râului Kysuca⁠(d). Localitatea se află la altitudinea de 583 m deasupra n.m., se întinde pe o suprafață de 46,05 km2 și în 2017 număra 1.720 de locuitori.

## Istoric
Localitatea Makov este atestată documentar din 1720.

## Demografie
| An:                | 1994 | 2004   | 2014   | 2024   |
| ------------------ | ---- | ------ | ------ | ------ |
| Număr de persoane: | 1974 | 1905   | 1769   | 1662   |
| Diferență:         |      | −3,49% | −7,13% | −6,04% |

| An:                | 2023 | 2024   |
| ------------------ | ---- | ------ |
| Număr de persoane: | 1678 | 1662   |
| Diferență:         |      | −0,95% |